# Alberto Penney
Alberto Penney (Buenos Aires, Argentina, 23 de septiembre de 1889 - Buenos Aires, Argentina, 1945)  fue un futbolista argentino, que jugó en Boca Juniors y en River Plate de mediocampista.
Integró los primeros equipos de Boca Juniors en Segunda División y compartió plantel con su hermano Arturo Patricio.

## Clubes
| Club         | País      | Año       |
| ------------ | --------- | --------- |
| Boca Juniors | Argentina | 1908-1911 |
| River Plate  | Argentina | 1911-1915 |

## Palmarés

#### Campeonatos nacionales
| Título                          | Equipo      | País      | Año  |
| ------------------------------- | ----------- | --------- | ---- |
| Copa de Competencia Jockey Club | River Plate | Argentina | 1914 |

#### Campeonatos internacionales
| Título              | Equipo      | País      | Año  |
| ------------------- | ----------- | --------- | ---- |
| Cup Tie Competition | River Plate | Argentina | 1914 |